# Atticus Ross
Atticus Matthew Cowper Ross (Londra, 16 gennaio 1968) è un musicista, compositore, produttore discografico ed ingegnere del suono britannico.

## Biografia

### Inizi di carriera
Atticus Ross giunge alla celebrità a metà degli anni novanta come programmatore del synth per i Bomb the Bass di Tim Simenon durante il periodo degli album Unknown Territory e Clear. Lavora ad una serie di produzioni e progetti di missaggio con Simenon e l'ex-Bad Seed Barry Adamson.
Dopo aver collaborato a The Negro Inside Me ed Oedipus Schmoedipus, nonché aver prodotto As Above So Below, Atticus Ross forma una propria band, i 12 Rounds, assieme a Claudia Sarne e Adam Holden. Pubblicano due album, Jitterjuice (Polydor Records) e My Big Hero (Nothing Records). Un terzo album di studio è prodotto da Trent Reznor per la Nothing Records, ma non verrà mai ultimato né pubblicato. Nel 2009 parte delle sue canzoni vengono pubblicate liberamente su internet.

### Dal 2000 ad oggi
Trasferitosi negli Stati Uniti nel 2000, Ross è accreditato come produttore o programmatore in quattro album dei Nine Inch Nails: With Teeth, Year Zero, Ghosts I-IV (nel quale è accreditato anche come co-compositore) e The Slip. Suona assieme al gruppo nel loro concerto d'arrivederci al Wiltern Theatre. Oltre che nei Nine Inch Nails, Ross collabora con Trent Reznor anche in altri progetti, assieme anche a Saul Williams e Zack de la Rocha, e nel 2009 co-producono alcune tracce dei riformati Jane's Addiction con Alan Moulder.
Altri due lavori lo vedono co-produrre assieme a Joe Barresi, l'EP dei Loverman Human Nurture e Year of the Black Rainbow dei Coheed and Cambria. Nel contempo, produce alcuni album per i Korn e gli Union of Knives. Si occupa inoltre della produzione o del missaggio di artisti come Grace Jones, Perry Farrell ed i Telepathe.
Nel maggio 2010, Ross appeare in un video ed è nominato come componente di un nuovo progetto, gli How to Destroy Angels, collaborazione che include Reznor e sua moglie Mariqueen Maandig.
Dal 2016, dopo anni di collaborazione, entra ufficialmente a far parte dei Nine Inch Nails.
Nel 2020 è stato introdotto nella Rock and Roll Hall of Fame in quanto membro dei Nine Inch Nails.

### Film e televisione
Il lavoro di Ross come compositore di colonne sonore inizia nel 2004 con la serie TV dei fratelli Hughes Touching Evil assieme alla moglie ed al fratello, Claudia Sarne e Leopold Ross. Ross si è occupato di altri due progetti degli Hughes, l'episodio di Allen nel film New York, I Love You (2009) e Codice Genesi (2010), film con Denzel Washington e Gary Oldman. La colonna sonora è pubblicata dalla Reprise Records il 12 gennaio 2010 ed include il remix di Dave Sitek della canzone Panoramic. L'album vince i BMI Awards e permette a Ross di ottenere una nomination come "scoperta dell'anno" ai World Soundtrack Awards 2010.
Il 1º luglio 2010 Trent Reznor annuncia la realizzazione sua e di Atticus Ross per il nuovo film di David Fincher, The Social Network. La colonna sonora è pubblicata il 28 settembre 2010 dalla The Null Corporation e viene acclamata dalla critica. Per questo lavoro Reznor e Ross nel 2011 hanno vinto il Golden Globe per la migliore colonna sonora originale e il Premio Oscar alla migliore colonna sonora. Ha collaborato nuovamente con Trent Reznor nel 2011 per la realizzazione della colonna sonora di Millennium - Uomini che odiano le donne, la soundtrack è composta da 39 tracce inedite, e nel 2014 per la colonna sonora di L'amore bugiardo - Gone Girl, film diretti entrambi da David Fincher.
Nel 2020 collabora di nuovo con Trent Reznor per la colonna sonora di Soul, prodotto dai Pixar Animation Studios, in co-produzione con Walt Disney Pictures,  grazie al quale vince il secondo premio Oscar alla migliore colonna sonora. Sempre nel 2021 e nella stessa categoria viene anche candidato per la colonna sonora di Mank, diretto da David Fincher.

## Discografia[13]

### Come componente, compositore e collaboratore
- 1993 - Negro Inside Me (Barry Adamson)
- 1995 - Clear (Bomb the Bass)
- 1996 - Jitterjuice (12 Rounds)
- 1996 - Personally E.P. (EP, 12 Rounds)
- 1998 - My Big Hero (12 Rounds)
- 2004 - Error (EP, Error)
- 2004 - The Empire Strikes First (Bad Religion)
- 2008 - Ghosts I-IV (Nine Inch Nails)
- 2010 - How to Destroy Angels (How to Destroy Angels)
- 2016 - Not the Actual Events (EP)  (Nine Inch Nails)
- 2017 - Add Violence (EP) (Nine Inch Nails)
- 2018 - Bad Witch (Nine Inch Nails)
- 2020 - Ghosts V: Together (Nine Inch Nails)
- 2020 - Ghosts VI: Locusts (Nine Inch Nails)

### Come produttore, collaboratore o ingegnere del suono
- 1994 - You Made Me the Thief of Your Heart (Sinéad O'Connor)
- 1994 - Korn (Korn)
- 1996 - Oedipus Schmoedipus (Barry Adamson)
- 1998 - As Above So Below (Barry Adamson)
- 2003 - Trouble (Pink)
- 2003 - Try This (Pink)
- 2004 - Last to Know (Pink)
- 2005 - The Hand That Feeds (singolo, Nine Inch Nails)
- 2005 - Only (singolo, Nine Inch Nails)
- 2005 - See You on the Other Side (Korn)
- 2005 - Duets: The Final Chapter (The Notorious B.I.G.)
- 2006 - Heroine (From First to Last)
- 2006 - Every Day Is Exactly the Same (EP, Nine Inch Nails)
- 2006 - Chopped, Screwed, Live & Unglued (Korn)
- 2006 - DFA Remixes: Chapter Two (The DFA)
- 2007 - P!nk Box (Pink)
- 2007 - Survivalism, Pt. 1 (Nine Inch Nails)
- 2007 - MTV Unplugged (Korn)
- 2007 - I'll Sleep When You're Dead (El-P)
- 2007 - Survivalism, Pt. 2 (Nine Inch Nails)
- 2007 - Year Zero (Nine Inch Nails)
- 2007 - Untitled (Korn)
- 2007 - Inevitable Rise and Liberation of Niggy Tardust (Saul Williams)
- 2008 - Ghosts I-IV (Nine Inch Nails)
- 2008 - The Slip (Nine Inch Nails)
- 2009 - P!nk Box (Pink)
- 2010 - Year of the Black Rainbow (Coheed and Cambria)
- 2010 - Greatest Hits...So Far!!! (Pink)
- 2013 - Hesitation Marks (Nine Inch Nails)

## Colonne sonore
- Princess and the Warrior O.S.T.  (2002)
- The Book of Eli O.S.T. (2010)
- The Social Network O.S.T. (2010) - insieme a Trent Reznor
- Millennium - Uomini che odiano le donne (2011) - insieme a Trent Reznor
- Broken City O.S.T. (2013)
- L'amore bugiardo - Gone Girl (Gone Girl), regia di David Fincher (2014) - insieme a Trent Reznor
- Love & Mercy, regia di Bill Pohlad (2014)
- Blackhat, regia di Michael Mann (2015)
- Codice 999 (Triple 9), regia di John Hillcoat (2016)
- Punto di non ritorno - Before the Flood (Before the Flood), regia di Fisher Stevens (2016) -insieme a Trent Reznor
- Boston - Caccia all'uomo (Patriots Day), regia di Peter Berg (2016) - insieme a Trent Reznor
- Death Note - Il quaderno della morte (Death Note), regia di Adam Wingard (2017)
- A Million Little Pieces, regia di Sam Taylor-Johnson (2018)
- Bird Box, regia di Susanne Bier (2018) - insieme a Trent Reznor
- Waves, regia di Trey Edward Shults (2019) - insieme a Trent Reznor
- Dove la terra trema (Earthquake Bird), regia di Wash Westmoreland (2019)
- Watchmen (2019) - insieme a Trent Reznor
- Soul, regia di Pete Docter (2020) - insieme a Trent Reznor
- Mank, regia di David Fincher (2020) - insieme a Trent Reznor
- Bones and All, regia di Luca Guadagnino (2022) - insieme a Trent Reznor
- Empire of Light, regia di Sam Mendes (2022) - insieme a Trent Reznor
- Tartarughe Ninja - Caos mutante (Teenage Mutant Ninja Turtles: Mutant Mayhem), regia di Jeff Rowe (2023) - insieme a Trent Reznor
- The Killer, regia di David Fincher (2023) - insieme a Trent Reznor
- Challengers, regia di Luca Guadagnino (2024) - insieme a Trent Reznor
- Shōgun – serie TV, 10 episodi, regia di Justin Marks (2024)
- Queer, regia di Luca Guadagnino (2024) - insieme a Trent Reznor
- Misteri dal profondo (The Gorge), regia di Scott Derrickson (2025) - insieme a Trent Reznor
- After the Hunt - Dopo la caccia (After the Hunt), regia di Luca Guadagnino (2025) - insieme a Trent Reznor